# Carroll (Maine)
Carroll ist eine Plantation im Penobscot County des Bundesstaates Maine in den Vereinigten Staaten. Im Jahr 2020 lebten dort 138 Einwohner in 109 Haushalten auf einer Fläche von 114,3 km².

## Geografie
Nach dem United States Census Bureau hat Carroll eine Gesamtfläche von 114,3 km², von der 113,8 km² Land sind und 0,5 km² aus Gewässern bestehen.

### Geografische Lage
Carroll liegt im Osten des Penobscot Countys und grenzt an das Washington County. Durch den Nordosten der Town fließt mit seinen Zuflüssen der Baskahegan Stream. Im Südwesten liegt der Lowell Lake und im Süden grenzen der Mill Privilege Lake und der Shaw Lake an. Die Oberfläche ist leicht hügelig, der Brown Hill mit 338 m Höhe ist die höchste Erhebung.

### Nachbargemeinden
Alle Entfernungen sind als Luftlinien zwischen den offiziellen Koordinaten der Orte aus der Volkszählung 2010 angegeben.
- Nordosten: Prentiss, Unorganized Territory, 12,1 km
- Osten: North Washington, Unorganized Territory, Washington County, 31,9 km
- Südosten: Whitney, Unorganized Territory, 12,6 km
- Südwesten: Lakeville, 12,0 km
- Westen: Springfield, 11,7 km
- Nordwesten: Webster, 15,6 km

### Stadtgliederung
In Carroll gibt es keine definierten Siedlungsgebiete.

### Klima
Die mittlere Durchschnittstemperatur in Carroll liegt zwischen −11,1 °C (12 °F) im Januar und 20,6 °C (69 °F) im Juli. Damit ist der Ort gegenüber dem langjährigen Mittel der USA um etwa 9 Grad kühler. Die Schneefälle zwischen Oktober und Mai liegen mit bis zu zweieinhalb Metern mehr als doppelt so hoch wie die mittlere Schneehöhe in den USA; die tägliche Sonnenscheindauer liegt am unteren Rand des Wertespektrums der USA.

## Geschichte
Der ursprüngliche Name für das Gebiet lautete: Township No. 6, Second Range North of Bingham's Penobscot Purchase (T6 R2 NBPP); China Academy Grant. Der erste Siedler in dem Gebiet, Luke Hasting, erreichte es im Jahr 1830.
Zunächst erfolgte im Jahr 1844 eine Organisation des Gebietes, damit die Bewohner das Wahlrecht erhalten konnten. Am 30. März 1845 wurde das Gebiet als Town Carroll organisiert und nach Daniel Carroll benannt. In Folge der Great Depression im Jahr 1937 wurde Carroll reorganisiert als Plantation.

### Einwohnerentwicklung
| Volkszählungsergebnisse – Plantation of Carroll, Maine | Volkszählungsergebnisse – Plantation of Carroll, Maine | Volkszählungsergebnisse – Plantation of Carroll, Maine | Volkszählungsergebnisse – Plantation of Carroll, Maine | Volkszählungsergebnisse – Plantation of Carroll, Maine | Volkszählungsergebnisse – Plantation of Carroll, Maine | Volkszählungsergebnisse – Plantation of Carroll, Maine | Volkszählungsergebnisse – Plantation of Carroll, Maine | Volkszählungsergebnisse – Plantation of Carroll, Maine | Volkszählungsergebnisse – Plantation of Carroll, Maine | Volkszählungsergebnisse – Plantation of Carroll, Maine |
| Jahr                                                   | 1800                                                   | 1810                                                   | 1820                                                   | 1830                                                   | 1840                                                   | 1850                                                   | 1860                                                   | 1870                                                   | 1880                                                   | 1890                                                   |
| ------------------------------------------------------ | ------------------------------------------------------ | ------------------------------------------------------ | ------------------------------------------------------ | ------------------------------------------------------ | ------------------------------------------------------ | ------------------------------------------------------ | ------------------------------------------------------ | ------------------------------------------------------ | ------------------------------------------------------ | ------------------------------------------------------ |
| Einwohner                                              |                                                        |                                                        |                                                        |                                                        |                                                        |                                                        | 632                                                    | 625                                                    |                                                        |                                                        |
| Jahr                                                   | 1900                                                   | 1910                                                   | 1920                                                   | 1930                                                   | 1940                                                   | 1950                                                   | 1960                                                   | 1970                                                   | 1980                                                   | 1990                                                   |
| Einwohner                                              |                                                        |                                                        |                                                        |                                                        |                                                        |                                                        |                                                        | 132                                                    | 175                                                    | 185                                                    |
| Jahr                                                   | 2000                                                   | 2010                                                   | 2020                                                   | 2030                                                   | 2040                                                   | 2050                                                   | 2060                                                   | 2070                                                   | 2080                                                   | 2090                                                   |
| Einwohner                                              | 144                                                    | 153                                                    | 138                                                    |                                                        |                                                        |                                                        |                                                        |                                                        |                                                        |                                                        |

## Wirtschaft und Infrastruktur

### Verkehr
Durch Carroll verläuft in westöstlicher Richtung die Maine State Route 6.

### Öffentliche Einrichtungen
In Carroll gibt es keine medizinischen Einrichtungen oder Krankenhäuser sowie sonstige Einrichtungen. Nächstgelegene Einrichtungen für die Bewohner von Carroll befinden sich in Lincoln.

### Bildung
Für die Schulbildung ist in Carroll das Carroll Plt School Department zuständig.
Carroll gehört mit Baileyville, Cooper, Grand Lake Stream, Lakeville, Lee, Macwahoc, Meddybemps, Princeton, Reed, Springfield, Talmadge, Waite, Webster und Winn zum Administrativen Bezirk AOS 90. Neben anderen Aufgaben gehört speziell die Bildung zu den Organisationsaufgaben des Bezirks. Im Schulbezirk werden folgende Schulen angeboten:
- Lee Winn Elementary School in Winn, mit Schulklassen von Kindergarten bis zum 4. Schuljahr
- Woodland Elementary School in Baileyville, mit Schulklassen von Pre-Kindergarten bis zum 6. Schuljahr
- Princeton Elementary School in Princeton, mit Schulklassen von Pre-Kindergarten bis zum 8. Schuljahr
- East Range II CSD School in Topsfield, mit Schulklassen von Pre-Kindergarten bis zum 8. Schuljahr
- Mt. Jefferson Jr. High School in Lee, mit Schulklassen vom 5. bis zum 8. Schuljahr
- Woodland Jr - Sr High School in Baileyville, mit Schulklassen vom 8. bis zum 12. Schuljahr